# Abdelouafi Laftit
Abdelouafi Laftit (en arabe : عبد الوافي لفتيت), né le 29 septembre 1967 à Tafersit, est un homme politique marocain. Il est ministre de l'Intérieur depuis le 5 avril 2017.

## Biographie
Abdelouafi Laftit est originaire du Rif. Il est diplômé de l'École polytechnique (X1986) et de l'École nationale des ponts et chaussées,.
Au Maroc, il a participé à plusieurs grands projets portuaires, puis il était nommé wali de la région Rabat-Salé-Zemmour-Zaër le 24 janvier 2014.
Le 5 avril 2017, Mohammed VI le nomme ministre de l'Intérieur en remplacement de Mohamed Hassad.

## Déclaration après l'instigation de manifestations du mouvement AMDH
Le 2 avril 2018, lors d'une réunion de la Commission de l'Intérieur, des collectivités territoriales, de l’habitat et de la politique de la ville à la Chambre des représentants, Laftit accuse des parties, dont l’Association marocaine des droits humains, aussi connue sous le nom AMDH, « d’élargir les zones de protestations dans différentes régions du royaume et d’exploiter tout mouvement social pour aggraver la situation ». 
À la suite de ses propos, la Coalition marocaine des instances des droits de l’homme (CMIDH) demandera au ministre de s'excuser.